# José María Lorant
José María Lorant (Victoria, Entre Ríos, 21 de agosto de 1955 - 12 de diciembre de 2014) fue un futbolista y entrenador argentino. Su posición era volante por izquierda.

## Trayectoria como jugador
Nacido en Victoria, de pequeño se mudó junto con su familia a Rosario, donde debutó en  Argentino de esa ciudad. En 1978 pasa a Sarmiento de Junín, donde dos años después se corona campeón de Primera B y asciende a la máxima categoría. Sigue en Sarmiento un año y medio más, y en 1982 se va a jugar a Emelec de Ecuador. En 1983 regresa a la Primera División de Argentina, donde juega ese año para Temperley y al siguiente para Newell's Old Boys, continuando su carrera en el ascenso jugando para Tigre en la segunda categoría y Argentino de Merlo en la tercera.

## Trayectoria como D.T
Debutó como director técnico en 1993 dirigiendo a Villa Belgrano de Junín durante tres años. Luego estuvo otros siete en Defensa Argentina de la misma ciudad, dos en Olimpia de Rosario, cuatro en Villarino de Chivilcoy y otros dos en River de Junín. Luego pasó a Huracán de Pellegrini, donde fue técnico de la primera y la reserva, además de ser preparador físico de las inferiores.

## Carrera como jugador
| Club                 | País      | Año       |
| -------------------- | --------- | --------- |
| Argentino de Rosario | Argentina | ?-1977    |
| Sarmiento de Junín   | Argentina | 1978-1982 |
| Emelec               | Ecuador   | 1982      |
| Temperley            | Argentina | 1983      |
| Newell's Old Boys    | Argentina | 1984      |
| Tigre                | Argentina | 1985      |
| Argentino de Merlo   | Argentina | 1986      |

## Palmarés

### Campeonatos nacionales
| Título    | Club               | País      | Año  |
| --------- | ------------------ | --------- | ---- |
| Primera B | Sarmiento de Junín | Argentina | 1980 |